# Peter Johann Nepomuk Geiger

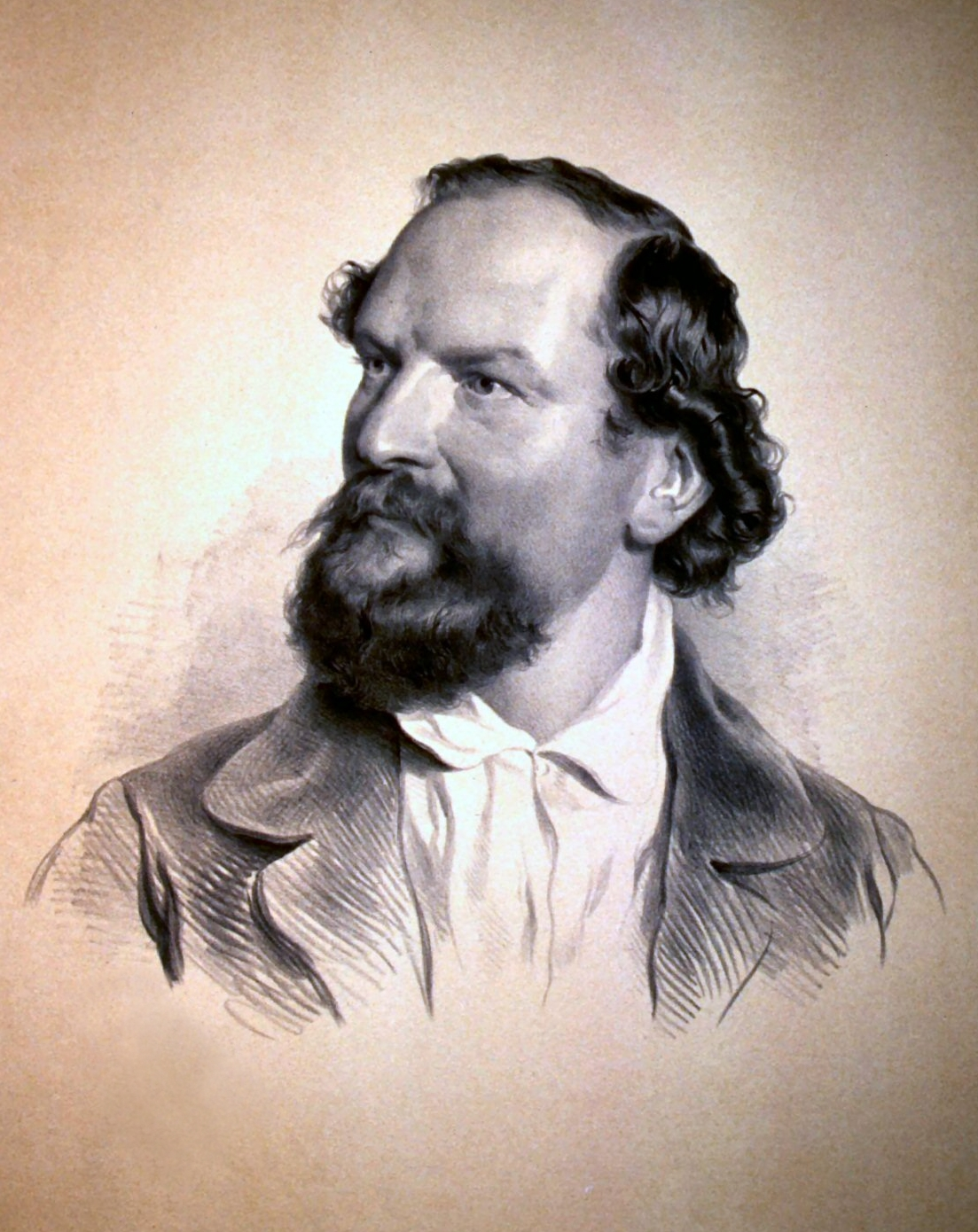
Peter Johann Nepomuk Geiger.

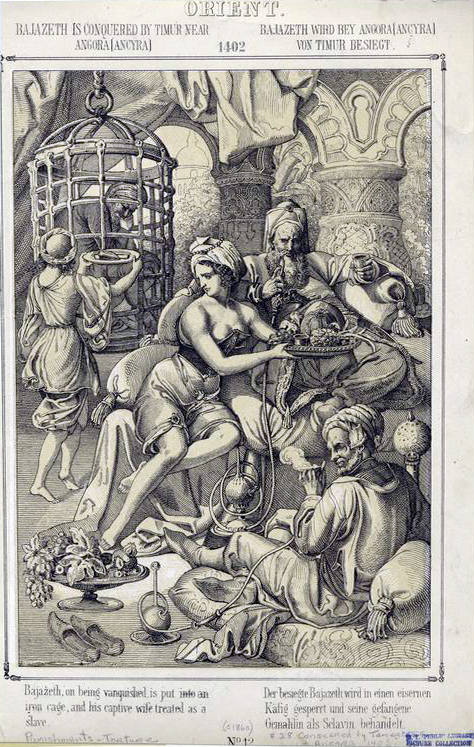
De slag bij Ankara. Bayezid I in een ijzeren kooi, terwijl zijn gevangen vrouw als slavin wordt behandeld. (1860)

Peter Johann Nepomuk Geiger (Wenen, 11 januari 1805 – aldaar, 29 oktober 1880) was een Weense kunstschilder en tekenaar.
Geiger wilde eerst de familietraditie voortzetten door beeldhouwer te worden, maar bleek met tekenen en schilderen meer in zijn element.
Hij illustreerde Anton Zieglers Vaterländischen Immortellen ("De onsterfelijken van het oorspronkelijke land") in ca.1840. Na 1848 produceerde hij vele illustraties van historische werken en poëzie, maar eveneens ook olieschilderijen voor de Oostenrijkse koninklijke familie.
Toen hij terugkeerde van een reis uit de Orient met Maximiliaan van Mexico in 1850, trad hij een bijzonder creatieve periode binnen. In 1853 werd hij professor op de Weense kunstacademie. Naast de vele werken voor de koninklijke familie maakte hij ook illustraties voor Goethe, Friedrich von Schiller en William Shakespeare. Voorts illustreerde hij het oriëntale leven.
Juist zijn erotische tekeningen worden het best herinnerd, vooral omdat deze niet van een hofschilder werden verwacht.

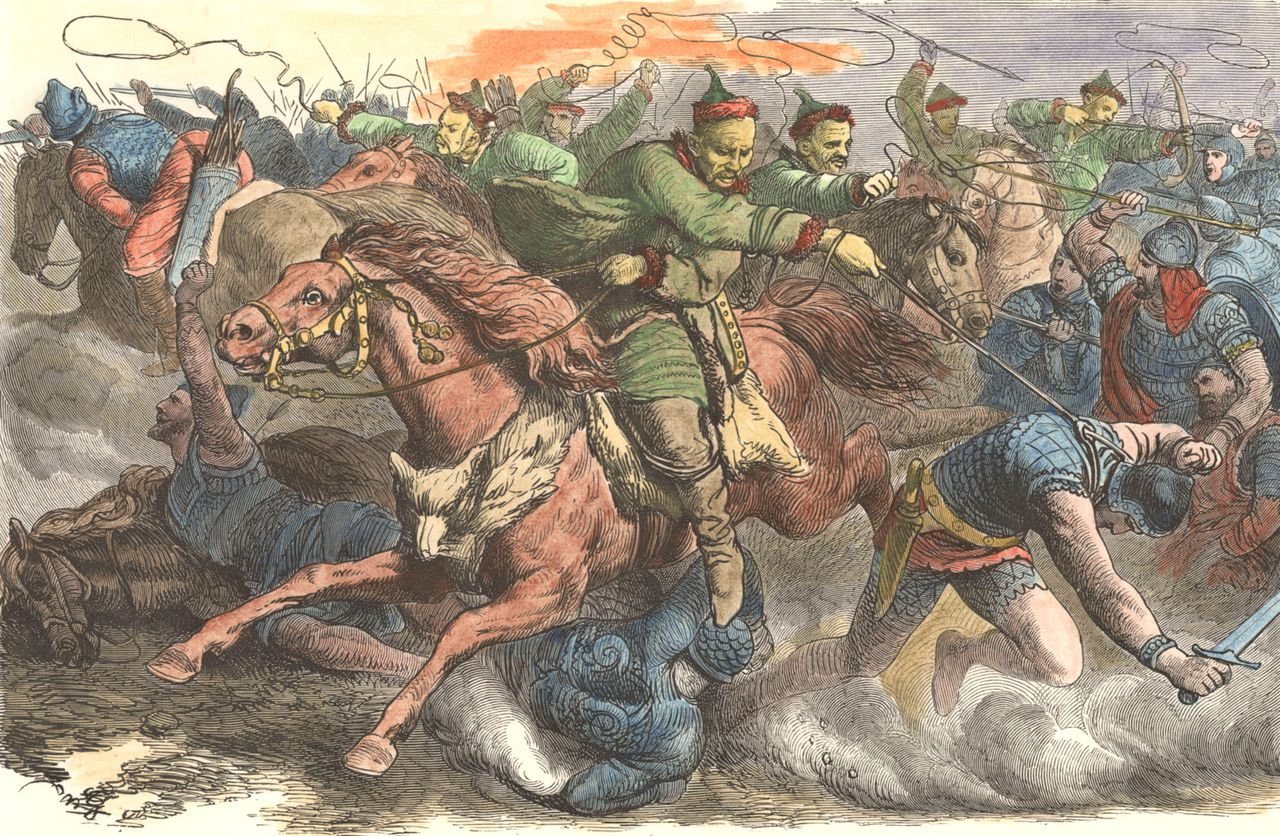
De Hunnen in gevecht met de Alanen (1873)
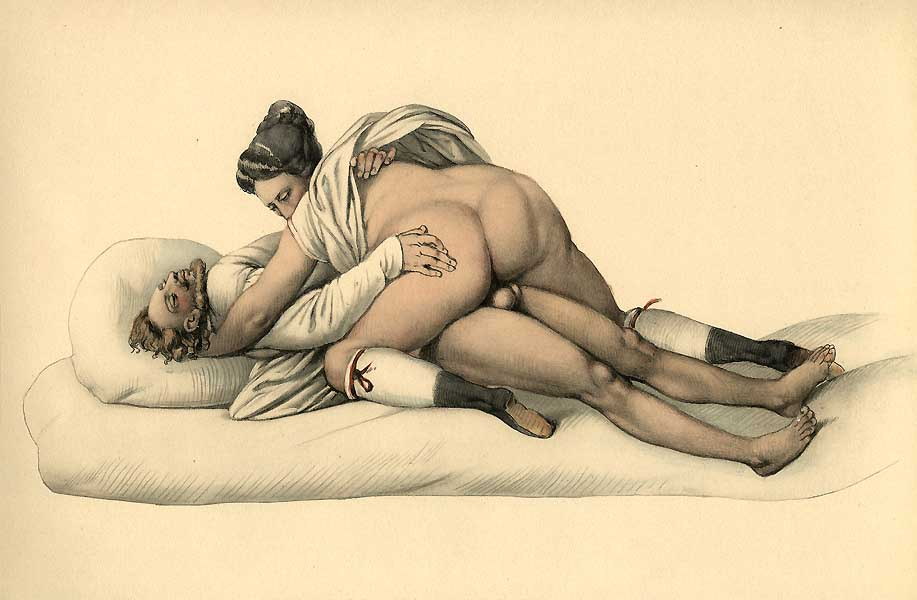
Erotische aquarel (1840)

- Gemeinsame Normdatei: 118690027
- International Standard Name Identifier: 0000 0001 0980 6009
- Library of Congress Control Number: n97860839
- Nationale Bibliotheek van Tsjechië: mzk2008473362
- Nationale Bibliotheek van Israël: 987007282754805171
- RKD-Nederlands Instituut voor Kunstgeschiedenis: 30718
- Système universitaire de documentation: 179746928
- Union List of Artist Names: 500096604
- Virtual International Authority File: 64801748
- WorldCat: E39PBJfMjMxhVJCXWRJ3KxH6Kd